# Liste der Kulturdenkmale in der Stadtmitte (Erfurt, Ost)
Die Liste der Kulturdenkmale in der Stadtmitte (Erfurt) enthält die Kulturdenkmale des Viertels Stadtmitte des Erfurter Stadtteils Altstadt, die vom Thüringischen Landesamt für Denkmalpflege und Archäologie als Bau- und Kunstdenkmale auf dem Gebiet der Stadt mit Stand vom 24. April erfasst wurden.

## Legende
- Bild: zeigt ein Bild des Kulturdenkmals und gegebenenfalls einen Link zu weiteren Fotos des Kulturdenkmals im Medienarchiv Wikimedia Commons
- Bezeichnung: Name, Bezeichnung oder die Art des Kulturdenkmals
- Lage: Wenn vorhanden Straßenname und Hausnummer des Kulturdenkmals; Grundsortierung der Liste erfolgt nach dieser Adresse. Der Link Karte führt zu verschiedenen Kartendarstellungen und nennt die Koordinaten des Kulturdenkmals.
 Kartenansicht, um Koordinaten zu setzen – in dieser Kartenansicht sind Kulturdenkmale ohne Koordinaten mit einem roten bzw. orangen Marker dargestellt und können in der Karte gesetzt werden. Kulturdenkmale ohne Bild sind mit einem blauen bzw. roten Marker gekennzeichnet, Kulturdenkmale mit Bild mit einem grünen bzw. orangen Marker.
- Datierung: gibt das Jahr der Fertigstellung beziehungsweise das Datum der Erstnennung oder den Zeitraum der Errichtung an
- Beschreibung: bauliche und geschichtliche Einzelheiten des Kulturdenkmals, vorzugsweise die Denkmaleigenschaften
- ID: Die ID identifiziert das Kulturdenkmal eindeutig. In Thüringen sind aktuell keine IDs veröffentlicht. In der ID-Spalte kann sich auch folgendes Icon  befinden, dies führt zu Angaben zu diesem Kulturdenkmal bei Wikidata.

Die Liste ist aufgrund der hohen Anzahl der Kulturdenkmale wie folgt unterteilt:
- Liste der Kulturdenkmale in der Stadtmitte (Erfurt, Ost)
- Liste der Kulturdenkmale in der Stadtmitte (Erfurt, Süd)
- Liste der Kulturdenkmale in der Stadtmitte (Erfurt, West)

Diese Teilliste enthält die Kulturdenkmale in der östlichen Stadtmitte innerhalb der ehemaligen inneren Stadtbefestigung.

## Liste der Kulturdenkmale in der östlichen Stadtmitte östlich der Gera

### Anger
| Bild                           | Bezeichnung                                             | Lage                                  | Datierung | Beschreibung                                                                                | ID |
| ------------------------------ | ------------------------------------------------------- | ------------------------------------- | --------- | ------------------------------------------------------------------------------------------- | -- |
| weitere Bilder Fotos hochladen | Lutherdenkmal                                           | Anger (Karte)                         |           | einzelnes Kulturdenkmal                                                                     |    |
| weitere Bilder Fotos hochladen | Brunnen, Sogenannter Neuer Angerbrunnen                 | Anger o. Nr. (Karte)                  |           | einzelnes Kulturdenkmal                                                                     |    |
| weitere Bilder Fotos hochladen | Kaufhaus, an Stelle des Hotels Römischer Kaiser         | Anger 1 (Karte)                       |           | einzelnes Kulturdenkmal; Teil des Ensembles Bauliche Gesamtanlage Altstadt                  |    |
| BW                             |                                                         | Anger 2 (Karte)                       |           | Teil des Ensembles Bauliche Gesamtanlage Altstadt                                           |    |
| weitere Bilder Fotos hochladen | Klosteranlage Ursulinenkloster                          | Anger 5 (Karte)                       |           | mit Ausstattung; einzelnes Kulturdenkmal; Teil des Ensembles Bauliche Gesamtanlage Altstadt |    |
| weitere Bilder Fotos hochladen | Wohn- und Geschäftshaus Zur grünen Aue und zum Kardinal | Anger 6 (Karte)                       |           | einzelnes Kulturdenkmal; Teil des Ensembles Bauliche Gesamtanlage Altstadt                  |    |
| weitere Bilder Fotos hochladen | Hofgebäude                                              | Anger 6 (Karte)                       |           | einzelnes Kulturdenkmal; Teil des Ensembles Bauliche Gesamtanlage Altstadt                  |    |
| weitere Bilder Fotos hochladen | Wohn-, Geschäfts- und Speichergebäude                   | Anger 7 (Karte)                       |           | einzelnes Kulturdenkmal; Teil des Ensembles Bauliche Gesamtanlage Altstadt                  |    |
| Fotos hochladen                | Wohn-, Geschäfts- und Speichergebäude                   | Anger 7, Flur 135 Fl.st. 55/5 (Karte) |           | einzelnes Kulturdenkmal; Teil des Ensembles Bauliche Gesamtanlage Altstadt                  |    |
| weitere Bilder Fotos hochladen |                                                         | Anger 8 (Karte)                       |           | Teil des Ensembles Bauliche Gesamtanlage Altstadt                                           |    |
| weitere Bilder Fotos hochladen |                                                         | Anger 9 (Karte)                       |           | Teil des Ensembles Bauliche Gesamtanlage Altstadt                                           |    |
| weitere Bilder Fotos hochladen | Wohn- und Geschäftshaus                                 | Anger 10 (Karte)                      |           | einzelnes Kulturdenkmal; Teil des Ensembles Bauliche Gesamtanlage Altstadt                  |    |
| weitere Bilder Fotos hochladen | Wohn- und Geschäftshaus Zum Schwarzen Löwen             | Anger 11 (Karte)                      |           | einzelnes Kulturdenkmal; Teil des Ensembles Bauliche Gesamtanlage Altstadt                  |    |
| weitere Bilder Fotos hochladen | Wohn- und Geschäftshaus Zur großen Speerstange          | Anger 12 (Karte)                      |           | einzelnes Kulturdenkmal; Teil des Ensembles Bauliche Gesamtanlage Altstadt                  |    |
| BW                             | Hofgebäude Zur kleinen Speerstange                      | Anger 13 (Karte)                      |           | einzelnes Kulturdenkmal; Teil des Ensembles Bauliche Gesamtanlage Altstadt                  |    |
| BW                             | Gewölbekeller                                           | Anger 13 (Karte)                      |           | einzelnes Kulturdenkmal; Teil des Ensembles Bauliche Gesamtanlage Altstadt                  |    |
| weitere Bilder Fotos hochladen |                                                         | Anger 13 (Karte)                      |           | Teil des Ensembles Bauliche Gesamtanlage Altstadt                                           |    |
| weitere Bilder Fotos hochladen |                                                         | Anger 14 (Karte)                      |           | Teil des Ensembles Bauliche Gesamtanlage Altstadt                                           |    |
| weitere Bilder Fotos hochladen |                                                         | Anger 15 (Karte)                      |           | Teil des Ensembles Bauliche Gesamtanlage Altstadt                                           |    |
| weitere Bilder Fotos hochladen |                                                         | Anger 16 (Karte)                      |           | Teil des Ensembles Bauliche Gesamtanlage Altstadt                                           |    |
| weitere Bilder Fotos hochladen | Geschäftshaus, Hauptpostgebäude                         | Anger 64 (Karte)                      |           | einzelnes Kulturdenkmal; Teil des Ensembles Bauliche Gesamtanlage Altstadt                  |    |
| weitere Bilder Fotos hochladen | Geschäftshaus, Hauptpostgebäude                         | Anger 65 (Karte)                      |           | einzelnes Kulturdenkmal; Teil des Ensembles Bauliche Gesamtanlage Altstadt                  |    |
| weitere Bilder Fotos hochladen | Geschäftshaus, Hauptpostgebäude                         | Anger 66 (Karte)                      |           | einzelnes Kulturdenkmal; Teil des Ensembles Bauliche Gesamtanlage Altstadt                  |    |
| weitere Bilder Fotos hochladen | Geschäftshaus, Hauptpostgebäude                         | Anger 73 (Karte)                      |           | einzelnes Kulturdenkmal; Teil des Ensembles Bauliche Gesamtanlage Altstadt                  |    |
| weitere Bilder Fotos hochladen |                                                         | Anger 74 (Karte)                      |           | Teil des Ensembles Bauliche Gesamtanlage Altstadt                                           |    |
| weitere Bilder Fotos hochladen |                                                         | Anger 76 (Karte)                      |           | Teil des Ensembles Bauliche Gesamtanlage Altstadt                                           |    |
| weitere Bilder Fotos hochladen |                                                         | Anger 77 (Karte)                      |           | Teil des Ensembles Bauliche Gesamtanlage Altstadt                                           |    |
| weitere Bilder Fotos hochladen |                                                         | Anger 79 (Karte)                      |           | Teil des Ensembles Bauliche Gesamtanlage Altstadt                                           |    |
| weitere Bilder Fotos hochladen | Kaufmannskirche                                         | Anger 80 (Karte)                      |           | mit Ausstattung; einzelnes Kulturdenkmal; Teil des Ensembles Bauliche Gesamtanlage Altstadt |    |
| weitere Bilder Fotos hochladen | Geschäftshaus                                           | Anger 81 (Karte)                      |           | einzelnes Kulturdenkmal; Teil des Ensembles Bauliche Gesamtanlage Altstadt                  |    |

### Augustinerstraße
| Bild                           | Bezeichnung                                | Lage                                                      | Datierung | Beschreibung | ID |
| ------------------------------ | ------------------------------------------ | --------------------------------------------------------- | --------- | --- | -- |
| BW                             |                                            | Augustinerstraße, Flur 137, Flurstücke 63/1, 63/3 (Karte) |           | Teil des Ensembles Bauliche Gesamtanlage Altstadt                                                                                        |    |
| weitere Bilder Fotos hochladen |                                            | Augustinerstraße 1 (Karte)                                |           | Teil des Ensembles Bauliche Gesamtanlage Altstadt                                                                                        |    |
| weitere Bilder Fotos hochladen |                                            | Augustinerstraße 2 (Karte)                                |           | Teil des Ensembles Bauliche Gesamtanlage Altstadt                                                                                        |    |
| weitere Bilder Fotos hochladen |                                            | Augustinerstraße 3 (Karte)                                |           | Teil des Ensembles Bauliche Gesamtanlage Altstadt                                                                                        |    |
| weitere Bilder Fotos hochladen | Wohn- und Geschäftshaus Zum schwarzen Hahn | Augustinerstraße 4 (Karte)                                |           | einzelnes Kulturdenkmal; Teil des Ensembles Bauliche Gesamtanlage Altstadt                                                               |    |
| weitere Bilder Fotos hochladen |                                            | Augustinerstraße 5 (Karte)                                |           | Teil des Ensembles Bauliche Gesamtanlage Altstadt                                                                                        |    |
| weitere Bilder Fotos hochladen |                                            | Augustinerstraße 6 (Karte)                                |           | Teil des Ensembles Bauliche Gesamtanlage Altstadt                                                                                        |    |
| weitere Bilder Fotos hochladen |                                            | Augustinerstraße 7 (Karte)                                |           | Teil des Ensembles Bauliche Gesamtanlage Altstadt                                                                                        |    |
| weitere Bilder Fotos hochladen |                                            | Augustinerstraße 8 (Karte)                                |           | Teil des Ensembles Bauliche Gesamtanlage Altstadt                                                                                        |    |
| weitere Bilder Fotos hochladen | Augustinerkloster                          | Augustinerstraße 10 (Karte)                               |           | mit Ausstattung; einzelnes Kulturdenkmal; Teil des Ensembles Bauliche Gesamtanlage Altstadt                                              |    |
| weitere Bilder Fotos hochladen | Pfarrhaus und Diakonat Augustinergemeinde  | Augustinerstraße 11 (Karte)                               |           | Wohnhäuser mit Nebengebäuden, Brunnenschacht und Einfriedung; einzelnes Kulturdenkmal; Teil des Ensembles Bauliche Gesamtanlage Altstadt |    |
| weitere Bilder Fotos hochladen | Pfarrhaus und Diakonat Augustinergemeinde  | Augustinerstraße 11a (Karte)                              |           | Wohnhäuser mit Nebengebäuden, Brunnenschacht und Einfriedung; einzelnes Kulturdenkmal; Teil des Ensembles Bauliche Gesamtanlage Altstadt |    |
| Fotos hochladen                |                                            | Augustinerstraße 12 (Karte)                               |           | Teil des Ensembles Bauliche Gesamtanlage Altstadt                                                                                        |    |
| weitere Bilder Fotos hochladen |                                            | Augustinerstraße 13 (Karte)                               |           | Teil des Ensembles Bauliche Gesamtanlage Altstadt                                                                                        |    |
| weitere Bilder Fotos hochladen |                                            | Augustinerstraße 14 (Karte)                               |           | Teil des Ensembles Bauliche Gesamtanlage Altstadt                                                                                        |    |
| BW                             |                                            | Augustinerstraße 15 (Karte)                               |           | Teil des Ensembles Bauliche Gesamtanlage Altstadt                                                                                        |    |
| BW                             |                                            | Augustinerstraße 16 (Karte)                               |           | Teil des Ensembles Bauliche Gesamtanlage Altstadt                                                                                        |    |
| weitere Bilder Fotos hochladen | Nikolaikirchturm                           | Augustinerstraße 17 (Karte)                               |           | einzelnes Kulturdenkmal; Teil des Ensembles Bauliche Gesamtanlage Altstadt                                                               |    |
| weitere Bilder Fotos hochladen | Mauer mit Portal                           | Augustinerstraße 17 (Karte)                               |           | einzelnes Kulturdenkmal; Teil des Ensembles Bauliche Gesamtanlage Altstadt                                                               |    |
| weitere Bilder Fotos hochladen | Relief                                     | Augustinerstraße 17 (Karte)                               |           | einzelnes Kulturdenkmal; Teil des Ensembles Bauliche Gesamtanlage Altstadt                                                               |    |
| weitere Bilder Fotos hochladen | Wohnhaus                                   | Augustinerstraße 30 (Karte)                               |           | einzelnes Kulturdenkmal; Teil des Ensembles Bauliche Gesamtanlage Altstadt                                                               |    |
| weitere Bilder Fotos hochladen | Hofgebäude                                 | Augustinerstraße 30 (Karte)                               |           | einzelnes Kulturdenkmal; Teil des Ensembles Bauliche Gesamtanlage Altstadt                                                               |    |
| weitere Bilder Fotos hochladen |                                            | Augustinerstraße 34 (Karte)                               |           | Teil des Ensembles Bauliche Gesamtanlage Altstadt                                                                                        |    |
| weitere Bilder Fotos hochladen |                                            | Augustinerstraße 34a (Karte)                              |           | Teil des Ensembles Bauliche Gesamtanlage Altstadt                                                                                        |    |
| BW                             | Kelleranlage                               | Augustinerstraße 36 (Karte)                               |           | einzelnes Kulturdenkmal; Teil des Ensembles Bauliche Gesamtanlage Altstadt                                                               |    |
| weitere Bilder Fotos hochladen | Verwaltungsgebäude AOK-Gebäude             | Augustinerstraße 38 (Karte)                               |           | AOK-Gebäude |    |
| weitere Bilder Fotos hochladen |                                            | Augustinerstraße 39 (Karte)                               |           | Teil des Ensembles Bauliche Gesamtanlage Altstadt                                                                                        |    |
| weitere Bilder Fotos hochladen | Wohnhaus Zum schwarzen Mohren              | Augustinerstraße 40 (Karte)                               |           | einzelnes Kulturdenkmal; Teil des Ensembles Bauliche Gesamtanlage Altstadt                                                               |    |
| weitere Bilder Fotos hochladen |                                            | Augustinerstraße 41 (Karte)                               |           | Teil des Ensembles Bauliche Gesamtanlage Altstadt                                                                                        |    |
| weitere Bilder Fotos hochladen |                                            | Augustinerstraße 42 (Karte)                               |           | Teil des Ensembles Bauliche Gesamtanlage Altstadt                                                                                        |    |
| weitere Bilder Fotos hochladen |                                            | Augustinerstraße 43 (Karte)                               |           | Teil des Ensembles Bauliche Gesamtanlage Altstadt                                                                                        |    |
| weitere Bilder Fotos hochladen |                                            | Augustinerstraße 45 (Karte)                               |           | Teil des Ensembles Bauliche Gesamtanlage Altstadt                                                                                        |    |
| weitere Bilder Fotos hochladen |                                            | Augustinerstraße 46 (Karte)                               |           | Teil des Ensembles Bauliche Gesamtanlage Altstadt                                                                                        |    |
| weitere Bilder Fotos hochladen |                                            | Augustinerstraße 47 (Karte)                               |           | Teil des Ensembles Bauliche Gesamtanlage Altstadt                                                                                        |    |
| weitere Bilder Fotos hochladen |                                            | Augustinerstraße 48 (Karte)                               |           | Teil des Ensembles Bauliche Gesamtanlage Altstadt                                                                                        |    |

### Comthurgasse
| Bild                           | Bezeichnung                                          | Lage                    | Datierung | Beschreibung                                                                                | ID |
| ------------------------------ | ---------------------------------------------------- | ----------------------- | --------- | ------------------------------------------------------------------------------------------- | -- |
| weitere Bilder Fotos hochladen | Wohn- und Geschäftshaus                              | Comthurgasse 1 (Karte)  |           | einzelnes Kulturdenkmal; Teil des Ensembles Bauliche Gesamtanlage Altstadt                  |    |
| weitere Bilder Fotos hochladen |                                                      | Comthurgasse 2 (Karte)  |           | Teil des Ensembles Bauliche Gesamtanlage Altstadt                                           |    |
| weitere Bilder Fotos hochladen |                                                      | Comthurgasse 3 (Karte)  |           | Teil des Ensembles Bauliche Gesamtanlage Altstadt                                           |    |
| weitere Bilder Fotos hochladen | Wohn- und Geschäftshaus, Herrenhaus des Comthurhofes | Comthurgasse 4 (Karte)  |           | einzelnes Kulturdenkmal; Teil des Ensembles Bauliche Gesamtanlage Altstadt                  |    |
| weitere Bilder Fotos hochladen | Klosteranlage Augustinerkloster                      | Comthurgasse 7 (Karte)  |           | mit Ausstattung; einzelnes Kulturdenkmal; Teil des Ensembles Bauliche Gesamtanlage Altstadt |    |
| weitere Bilder Fotos hochladen | Klosteranlage Augustinerkloster                      | Comthurgasse 8 (Karte)  |           | mit Ausstattung; einzelnes Kulturdenkmal; Teil des Ensembles Bauliche Gesamtanlage Altstadt |    |
| weitere Bilder Fotos hochladen |                                                      | Comthurgasse 9 (Karte)  |           | Teil des Ensembles Bauliche Gesamtanlage Altstadt                                           |    |
| weitere Bilder Fotos hochladen |                                                      | Comthurgasse 10 (Karte) |           | Teil des Ensembles Bauliche Gesamtanlage Altstadt                                           |    |
| weitere Bilder Fotos hochladen |                                                      | Comthurgasse 11 (Karte) |           | Teil des Ensembles Bauliche Gesamtanlage Altstadt                                           |    |
| weitere Bilder Fotos hochladen |                                                      | Comthurgasse 12 (Karte) |           | Teil des Ensembles Bauliche Gesamtanlage Altstadt                                           |    |
| BW                             |                                                      | Comthurgasse 13 (Karte) |           | Teil des Ensembles Bauliche Gesamtanlage Altstadt                                           |    |

### Dämmchen
| Bild                           | Bezeichnung | Lage               | Datierung | Beschreibung                                      | ID |
| ------------------------------ | ----------- | ------------------ | --------- | ------------------------------------------------- | -- |
| weitere Bilder Fotos hochladen | Wohnhaus    | Dämmchen 1 (Karte) |           | Teil des Ensembles Bauliche Gesamtanlage Altstadt |    |

### Futterstraße
| Bild                           | Bezeichnung                                           | Lage                    | Datierung | Beschreibung                                                               | ID |
| ------------------------------ | ----------------------------------------------------- | ----------------------- | --------- | -------------------------------------------------------------------------- | -- |
| weitere Bilder Fotos hochladen |                                                       | Futterstraße 1 (Karte)  |           | Teil des Ensembles Bauliche Gesamtanlage Altstadt                          |    |
| weitere Bilder Fotos hochladen | Geschäftshaus Zum großen und kleinen Rebstock         | Futterstraße 2 (Karte)  |           | einzelnes Kulturdenkmal; Teil des Ensembles Bauliche Gesamtanlage Altstadt |    |
| weitere Bilder Fotos hochladen |                                                       | Futterstraße 3 (Karte)  |           | Teil des Ensembles Bauliche Gesamtanlage Altstadt                          |    |
| BW                             | mittelalterliche Steinwand                            | Futterstraße 3 (Karte)  |           | einzelnes Kulturdenkmal                                                    |    |
| BW                             | Keller                                                | Futterstraße 3 (Karte)  |           | einzelnes Kulturdenkmal                                                    |    |
| BW                             | Wappenstein                                           | Futterstraße 3 (Karte)  |           | einzelnes Kulturdenkmal                                                    |    |
| BW                             |                                                       | Futterstraße 3a (Karte) |           | Teil des Ensembles Bauliche Gesamtanlage Altstadt                          |    |
| BW                             |                                                       | Futterstraße 3b (Karte) |           | Teil des Ensembles Bauliche Gesamtanlage Altstadt                          |    |
| weitere Bilder Fotos hochladen |                                                       | Futterstraße 4 (Karte)  |           | Teil des Ensembles Bauliche Gesamtanlage Altstadt                          |    |
| BW                             | mittelalterliche Steinwand                            | Futterstraße 4 (Karte)  |           | einzelnes Kulturdenkmal                                                    |    |
| BW                             | Keller                                                | Futterstraße 4 (Karte)  |           | einzelnes Kulturdenkmal                                                    |    |
| weitere Bilder Fotos hochladen |                                                       | Futterstraße 5 (Karte)  |           | Teil des Ensembles Bauliche Gesamtanlage Altstadt                          |    |
| weitere Bilder Fotos hochladen | mittelalterliche Steinwand                            | Futterstraße 5 (Karte)  |           | einzelnes Kulturdenkmal                                                    |    |
| BW                             | Keller                                                | Futterstraße 5 (Karte)  |           | einzelnes Kulturdenkmal                                                    |    |
| weitere Bilder Fotos hochladen |                                                       | Futterstraße 6 (Karte)  |           | Teil des Ensembles Bauliche Gesamtanlage Altstadt                          |    |
| weitere Bilder Fotos hochladen |                                                       | Futterstraße 7 (Karte)  |           | Teil des Ensembles Bauliche Gesamtanlage Altstadt                          |    |
| BW                             | Keller                                                | Futterstraße 7 (Karte)  |           | einzelnes Kulturdenkmal                                                    |    |
| weitere Bilder Fotos hochladen |                                                       | Futterstraße 8 (Karte)  |           | Teil des Ensembles Bauliche Gesamtanlage Altstadt                          |    |
| weitere Bilder Fotos hochladen |                                                       | Futterstraße 10 (Karte) |           | Teil des Ensembles Bauliche Gesamtanlage Altstadt                          |    |
| weitere Bilder Fotos hochladen | Wohnhaus Zum Würzgarten und Aron                      | Futterstraße 12 (Karte) |           | einzelnes Kulturdenkmal; Teil des Ensembles Bauliche Gesamtanlage Altstadt |    |
| weitere Bilder Fotos hochladen | Wohn- und Geschäftshaus                               | Futterstraße 13 (Karte) |           | einzelnes Kulturdenkmal; Teil des Ensembles Bauliche Gesamtanlage Altstadt |    |
| weitere Bilder Fotos hochladen | Wohn- und Geschäftshaus Zum güldenen Flügel und Engel | Futterstraße 14 (Karte) |           | einzelnes Kulturdenkmal; Teil des Ensembles Bauliche Gesamtanlage Altstadt |    |
| weitere Bilder Fotos hochladen | Sogenannter Kaisersaal                                | Futterstraße 15 (Karte) |           | einzelnes Kulturdenkmal; Teil des Ensembles Bauliche Gesamtanlage Altstadt |    |
| weitere Bilder Fotos hochladen | Sogenannter Kaisersaal                                | Futterstraße 16 (Karte) |           | einzelnes Kulturdenkmal; Teil des Ensembles Bauliche Gesamtanlage Altstadt |    |
| weitere Bilder Fotos hochladen | Wohn- und Geschäftshaus Zum schwarzen Bärenkopf       | Futterstraße 17 (Karte) |           | einzelnes Kulturdenkmal; Teil des Ensembles Bauliche Gesamtanlage Altstadt |    |
| weitere Bilder Fotos hochladen | Wohn- und Geschäftshaus                               | Futterstraße 18 (Karte) |           | einzelnes Kulturdenkmal; Teil des Ensembles Bauliche Gesamtanlage Altstadt |    |
| weitere Bilder Fotos hochladen |                                                       | Futterstraße 19 (Karte) |           | Teil des Ensembles Bauliche Gesamtanlage Altstadt                          |    |
| weitere Bilder Fotos hochladen |                                                       | Futterstraße 20 (Karte) |           | Teil des Ensembles Bauliche Gesamtanlage Altstadt                          |    |
| BW                             | Mauerfragmente der ehem. Matthiaskirche               | Futterstraße 20 (Karte) |           | einzelnes Kulturdenkmal; Teil des Ensembles Bauliche Gesamtanlage Altstadt |    |
| BW                             | Keller                                                | Futterstraße 20 (Karte) |           | einzelnes Kulturdenkmal; Teil des Ensembles Bauliche Gesamtanlage Altstadt |    |

### Gotthardtstraße
| Bild                           | Bezeichnung           | Lage                        | Datierung | Beschreibung                                                               | ID |
| ------------------------------ | --------------------- | --------------------------- | --------- | -------------------------------------------------------------------------- | -- |
| weitere Bilder Fotos hochladen |                       | Gotthardtstraße 1 (Karte)   |           | Teil des Ensembles Bauliche Gesamtanlage Altstadt                          |    |
| weitere Bilder Fotos hochladen |                       | Gotthardtstraße 3 (Karte)   |           | Teil des Ensembles Bauliche Gesamtanlage Altstadt                          |    |
| weitere Bilder Fotos hochladen |                       | Gotthardtstraße 4 (Karte)   |           | Teil des Ensembles Bauliche Gesamtanlage Altstadt                          |    |
| weitere Bilder Fotos hochladen |                       | Gotthardtstraße 7 (Karte)   |           | Teil des Ensembles Bauliche Gesamtanlage Altstadt                          |    |
| weitere Bilder Fotos hochladen |                       | Gotthardtstraße 8 (Karte)   |           | Teil des Ensembles Bauliche Gesamtanlage Altstadt                          |    |
| weitere Bilder Fotos hochladen |                       | Gotthardtstraße 9 (Karte)   |           | Teil des Ensembles Bauliche Gesamtanlage Altstadt                          |    |
| weitere Bilder Fotos hochladen |                       | Gotthardtstraße 10 (Karte)  |           | Teil des Ensembles Bauliche Gesamtanlage Altstadt                          |    |
| weitere Bilder Fotos hochladen | Wohnhaus              | Gotthardtstraße 11 (Karte)  |           | einzelnes Kulturdenkmal; Teil des Ensembles Bauliche Gesamtanlage Altstadt |    |
| weitere Bilder Fotos hochladen |                       | Gotthardtstraße 12 (Karte)  |           | Teil des Ensembles Bauliche Gesamtanlage Altstadt                          |    |
| weitere Bilder Fotos hochladen |                       | Gotthardtstraße 13 (Karte)  |           | Teil des Ensembles Bauliche Gesamtanlage Altstadt                          |    |
| weitere Bilder Fotos hochladen |                       | Gotthardtstraße 13a (Karte) |           | Teil des Ensembles Bauliche Gesamtanlage Altstadt                          |    |
| weitere Bilder Fotos hochladen |                       | Gotthardtstraße 14 (Karte)  |           | Teil des Ensembles Bauliche Gesamtanlage Altstadt                          |    |
| weitere Bilder Fotos hochladen |                       | Gotthardtstraße 15 (Karte)  |           | Teil des Ensembles Bauliche Gesamtanlage Altstadt                          |    |
| BW                             | Keller                | Gotthardtstraße 16 (Karte)  |           | einzelnes Kulturdenkmal; Teil des Ensembles Bauliche Gesamtanlage Altstadt |    |
| weitere Bilder Fotos hochladen |                       | Gotthardtstraße 16 (Karte)  |           | einzelnes Kulturdenkmal; Teil des Ensembles Bauliche Gesamtanlage Altstadt |    |
| BW                             | Keller                | Gotthardtstraße 17 (Karte)  |           | einzelnes Kulturdenkmal; Teil des Ensembles Bauliche Gesamtanlage Altstadt |    |
| weitere Bilder Fotos hochladen |                       | Gotthardtstraße 17 (Karte)  |           | einzelnes Kulturdenkmal; Teil des Ensembles Bauliche Gesamtanlage Altstadt |    |
| weitere Bilder Fotos hochladen |                       | Gotthardtstraße 18 (Karte)  |           | Teil des Ensembles Bauliche Gesamtanlage Altstadt                          |    |
| weitere Bilder Fotos hochladen | Wohnhaus              | Gotthardtstraße 19 (Karte)  |           | einzelnes Kulturdenkmal; Teil des Ensembles Bauliche Gesamtanlage Altstadt |    |
| weitere Bilder Fotos hochladen |                       | Gotthardtstraße 20 (Karte)  |           | Teil des Ensembles Bauliche Gesamtanlage Altstadt                          |    |
| weitere Bilder Fotos hochladen |                       | Gotthardtstraße 21 (Karte)  |           | Teil des Ensembles Bauliche Gesamtanlage Altstadt                          |    |
| BW                             |                       | Gotthardtstraße 23 (Karte)  |           | Teil des Ensembles Bauliche Gesamtanlage Altstadt                          |    |
| BW                             |                       | Gotthardtstraße 24 (Karte)  |           | Teil des Ensembles Bauliche Gesamtanlage Altstadt                          |    |
| BW                             |                       | Gotthardtstraße 25 (Karte)  |           | Teil des Ensembles Bauliche Gesamtanlage Altstadt                          |    |
| weitere Bilder Fotos hochladen |                       | Gotthardtstraße 26 (Karte)  |           | Teil des Ensembles Bauliche Gesamtanlage Altstadt                          |    |
| weitere Bilder Fotos hochladen | Haus Zum alten Schwan | Gotthardtstraße 27 (Karte)  |           | einzelnes Kulturdenkmal; Teil des Ensembles Bauliche Gesamtanlage Altstadt |    |
| BW                             | Keller                | Gotthardtstraße 45 (Karte)  |           | einzelnes Kulturdenkmal; Teil des Ensembles Bauliche Gesamtanlage Altstadt |    |
| weitere Bilder Fotos hochladen |                       | Gotthardtstraße 45 (Karte)  |           | Teil des Ensembles Bauliche Gesamtanlage Altstadt                          |    |
| weitere Bilder Fotos hochladen |                       | Gotthardtstraße 46 (Karte)  |           | Teil des Ensembles Bauliche Gesamtanlage Altstadt                          |    |
| weitere Bilder Fotos hochladen |                       | Gotthardtstraße 47 (Karte)  |           | Teil des Ensembles Bauliche Gesamtanlage Altstadt                          |    |
| weitere Bilder Fotos hochladen |                       | Gotthardtstraße 52 (Karte)  |           | Teil des Ensembles Bauliche Gesamtanlage Altstadt                          |    |
| weitere Bilder Fotos hochladen |                       | Gotthardtstraße 53 (Karte)  |           | Teil des Ensembles Bauliche Gesamtanlage Altstadt                          |    |
| weitere Bilder Fotos hochladen |                       | Gotthardtstraße 54 (Karte)  |           | Teil des Ensembles Bauliche Gesamtanlage Altstadt                          |    |
| weitere Bilder Fotos hochladen |                       | Gotthardtstraße 55 (Karte)  |           | Teil des Ensembles Bauliche Gesamtanlage Altstadt                          |    |
| weitere Bilder Fotos hochladen |                       | Gotthardtstraße 55a (Karte) |           | Teil des Ensembles Bauliche Gesamtanlage Altstadt                          |    |
| weitere Bilder Fotos hochladen |                       | Gotthardtstraße 57 (Karte)  |           | Teil des Ensembles Bauliche Gesamtanlage Altstadt                          |    |

### Horngasse
| Bild                           | Bezeichnung                  | Lage                | Datierung | Beschreibung                                                               | ID |
| ------------------------------ | ---------------------------- | ------------------- | --------- | -------------------------------------------------------------------------- | -- |
| weitere Bilder Fotos hochladen | Portal                       | Horngasse (Karte)   |           | einzelnes Kulturdenkmal; Teil des Ensembles Bauliche Gesamtanlage Altstadt |    |
| weitere Bilder Fotos hochladen | Wohnhaus Zur güldenen Distel | Horngasse 3 (Karte) |           | einzelnes Kulturdenkmal; Teil des Ensembles Bauliche Gesamtanlage Altstadt |    |
| weitere Bilder Fotos hochladen | Wohnhaus Zur Steinecken      | Horngasse 4 (Karte) |           | einzelnes Kulturdenkmal; Teil des Ensembles Bauliche Gesamtanlage Altstadt |    |

### Hütergasse
| Bild                           | Bezeichnung  | Lage                  | Datierung | Beschreibung | ID |
| ------------------------------ | ------------ | --------------------- | --------- | --- | -- |
| weitere Bilder Fotos hochladen |              | Hütergasse 2 (Karte)  |           | Teil des Ensembles Bauliche Gesamtanlage Altstadt                                                                             |    |
| BW                             | Kelleranlage | Hütergasse 2 (Karte)  |           | Einzelnes Kulturdenkmal; Teil des Ensembles Bauliche Gesamtanlage Altstadt                                                    |    |
| weitere Bilder Fotos hochladen |              | Hütergasse 4 (Karte)  |           | Teil des Ensembles Bauliche Gesamtanlage Altstadt                                                                             |    |
| weitere Bilder Fotos hochladen |              | Hütergasse 13 (Karte) |           | Weißgerberhaus, Thüringer Denkmalschutzpreis 2010; Einzelnes Kulturdenkmal; Teil des Ensembles Bauliche Gesamtanlage Altstadt |    |
| weitere Bilder Fotos hochladen | Brücke       | Hütergasse (Karte)    |           | Fußgängerbrücke über den Breitstrom; Teil des Ensembles Bauliche Gesamtanlage Altstadt                                        |    |

### Johannesmauer
| Bild                           | Bezeichnung                                                   | Lage                    | Datierung | Beschreibung                                      | ID |
| ------------------------------ | ------------------------------------------------------------- | ----------------------- | --------- | ------------------------------------------------- | -- |
| weitere Bilder Fotos hochladen | Innere Stadtbefestigung: Stadtmauer, sogenannte Johannesmauer | Johannesmauer (Karte)   |           | Teil des Ensembles Bauliche Gesamtanlage Altstadt |    |
| weitere Bilder Fotos hochladen |                                                               | Johannesmauer 3 (Karte) |           | Teil des Ensembles Bauliche Gesamtanlage Altstadt |    |

### Johannesstraße
| Bild                           | Bezeichnung                                    | Lage                                                               | Datierung | Beschreibung                                                                                              | ID |
| ------------------------------ | ---------------------------------------------- | ------------------------------------------------------------------ | --------- | --- | -- |
| weitere Bilder Fotos hochladen |                                                | Johannesstraße 1 (Karte)                                           |           | Teil des Ensembles Bauliche Gesamtanlage Altstadt                                                         |    |
| weitere Bilder Fotos hochladen |                                                | Johannesstraße 2 (Karte)                                           |           | Teil des Ensembles Bauliche Gesamtanlage Altstadt                                                         |    |
| weitere Bilder Fotos hochladen |                                                | Johannesstraße 3 (Karte)                                           |           | Teil des Ensembles Bauliche Gesamtanlage Altstadt                                                         |    |
| weitere Bilder Fotos hochladen |                                                | Johannesstraße 6 (Karte)                                           |           | Teil des Ensembles Bauliche Gesamtanlage Altstadt                                                         |    |
| weitere Bilder Fotos hochladen |                                                | Johannesstraße 7 (Karte)                                           |           | Teil des Ensembles Bauliche Gesamtanlage Altstadt                                                         |    |
| weitere Bilder Fotos hochladen |                                                | Johannesstraße 7a (Karte)                                          |           | Teil des Ensembles Bauliche Gesamtanlage Altstadt                                                         |    |
| weitere Bilder Fotos hochladen |                                                | Johannesstraße 8 (Karte)                                           |           | Teil des Ensembles Bauliche Gesamtanlage Altstadt                                                         |    |
| weitere Bilder Fotos hochladen |                                                | Johannesstraße 9 (Karte)                                           |           | Teil des Ensembles Bauliche Gesamtanlage Altstadt                                                         |    |
| weitere Bilder Fotos hochladen |                                                | Johannesstraße 10 (Karte)                                          |           | Teil des Ensembles Bauliche Gesamtanlage Altstadt                                                         |    |
| weitere Bilder Fotos hochladen |                                                | Johannesstraße 11 (Karte)                                          |           | Teil des Ensembles Bauliche Gesamtanlage Altstadt                                                         |    |
| weitere Bilder Fotos hochladen |                                                | Johannesstraße 12 (Karte)                                          |           | Teil des Ensembles Bauliche Gesamtanlage Altstadt                                                         |    |
| weitere Bilder Fotos hochladen |                                                | Johannesstraße 13 (Karte)                                          |           | Teil des Ensembles Bauliche Gesamtanlage Altstadt                                                         |    |
| weitere Bilder Fotos hochladen |                                                | Johannesstraße 14 (Karte)                                          |           | Teil des Ensembles Bauliche Gesamtanlage Altstadt                                                         |    |
| weitere Bilder Fotos hochladen | Wohn- und Geschäftshaus Zum grünen Jäger       | Johannesstraße 15 (Karte)                                          |           | einzelnes Kulturdenkmal; Teil des Ensembles Bauliche Gesamtanlage Altstadt                                |    |
| weitere Bilder Fotos hochladen | Wohn- und Geschäftshaus                        | Johannesstraße 16 Zum Jägerross (Karte)                            |           | einzelnes Kulturdenkmal; Teil des Ensembles Bauliche Gesamtanlage Altstadt                                |    |
| weitere Bilder Fotos hochladen | Wohn- und Geschäftshaus Zur güldenen Tasche    | Johannesstraße 17 (Karte)                                          |           | einzelnes Kulturdenkmal; Teil des Ensembles Bauliche Gesamtanlage Altstadt                                |    |
| weitere Bilder Fotos hochladen |                                                | Johannesstraße 17a (Karte)                                         |           | Teil des Ensembles Bauliche Gesamtanlage Altstadt                                                         |    |
| weitere Bilder Fotos hochladen |                                                | Johannesstraße 18 (Karte)                                          |           | Teil des Ensembles Bauliche Gesamtanlage Altstadt                                                         |    |
| weitere Bilder Fotos hochladen |                                                | Johannesstraße 18a (Karte)                                         |           | Teil des Ensembles Bauliche Gesamtanlage Altstadt                                                         |    |
| weitere Bilder Fotos hochladen |                                                | Johannesstraße 19 (Karte)                                          |           | Teil des Ensembles Bauliche Gesamtanlage Altstadt                                                         |    |
| weitere Bilder Fotos hochladen |                                                | Johannesstraße 20 (Karte)                                          |           | Teil des Ensembles Bauliche Gesamtanlage Altstadt                                                         |    |
| weitere Bilder Fotos hochladen |                                                | Johannesstraße 21 (Karte)                                          |           | Teil des Ensembles Bauliche Gesamtanlage Altstadt                                                         |    |
| weitere Bilder Fotos hochladen |                                                | Johannesstraße 22 (Karte)                                          |           | Teil des Ensembles Bauliche Gesamtanlage Altstadt                                                         |    |
| weitere Bilder Fotos hochladen |                                                | Johannesstraße 23 (Karte)                                          |           | Teil des Ensembles Bauliche Gesamtanlage Altstadt                                                         |    |
| weitere Bilder Fotos hochladen |                                                | Johannesstraße 24 (Karte)                                          |           | Teil des Ensembles Bauliche Gesamtanlage Altstadt                                                         |    |
| BW                             | Keller                                         | Johannesstraße 25 (Karte)                                          |           | einzelnes Kulturdenkmal                                                                                   |    |
| weitere Bilder Fotos hochladen | Wohn- und Geschäftshaus                        | Johannesstraße 25 (Karte)                                          |           | Teil des Ensembles Bauliche Gesamtanlage Altstadt                                                         |    |
| weitere Bilder Fotos hochladen |                                                | Johannesstraße 26 (Karte)                                          |           | Teil des Ensembles Bauliche Gesamtanlage Altstadt                                                         |    |
| weitere Bilder Fotos hochladen |                                                | Johannesstraße 27 (Karte)                                          |           | Teil des Ensembles Bauliche Gesamtanlage Altstadt                                                         |    |
| weitere Bilder Fotos hochladen | Wohn- und Geschäftshaus                        | Johannesstraße 28 (Karte)                                          |           | einzelnes Kulturdenkmal; Teil des Ensembles Bauliche Gesamtanlage Altstadt                                |    |
| weitere Bilder Fotos hochladen |                                                | Johannesstraße 29 (Karte)                                          |           | Teil des Ensembles Bauliche Gesamtanlage Altstadt                                                         |    |
| weitere Bilder Fotos hochladen | Wohn- und Geschäftshaus                        | Johannesstraße 31 (Karte)                                          |           | einzelnes Kulturdenkmal; Teil des Ensembles Bauliche Gesamtanlage Altstadt                                |    |
| weitere Bilder Fotos hochladen |                                                | Johannesstraße 32 (Karte)                                          |           | Teil des Ensembles Bauliche Gesamtanlage Altstadt                                                         |    |
| weitere Bilder Fotos hochladen |                                                | Johannesstraße 33 (Karte)                                          |           | Teil des Ensembles Bauliche Gesamtanlage Altstadt                                                         |    |
| weitere Bilder Fotos hochladen | Wohn- und Geschäftshaus Cafe Rommel            | Johannesstraße 34 (Karte)                                          |           | mit Kaffeehausausstattung; einzelnes Kulturdenkmal; Teil des Ensembles Bauliche Gesamtanlage Altstadt     |    |
| weitere Bilder Fotos hochladen | Wohn- und Geschäftshaus                        | Johannesstraße 35 (Karte)                                          |           | einzelnes Kulturdenkmal; Teil des Ensembles Bauliche Gesamtanlage Altstadt                                |    |
| weitere Bilder Fotos hochladen |                                                | Johannesstraße 36 (Karte)                                          |           | Teil des Ensembles Bauliche Gesamtanlage Altstadt                                                         |    |
| weitere Bilder Fotos hochladen | Wohn- und Geschäftshaus                        | Johannesstraße 37 (Karte)                                          |           | einzelnes Kulturdenkmal; Teil des Ensembles Bauliche Gesamtanlage Altstadt                                |    |
| weitere Bilder Fotos hochladen |                                                | Johannesstraße 38 (Karte)                                          |           | Teil des Ensembles Bauliche Gesamtanlage Altstadt                                                         |    |
| weitere Bilder Fotos hochladen | Wohn- und Geschäftshaus, ehemals Löwenapotheke | Johannesstraße 39 (Karte)                                          |           | einzelnes Kulturdenkmal; Teil des Ensembles Bauliche Gesamtanlage Altstadt                                |    |
| BW                             | Hofgebäude                                     | Johannesstraße 39 (Karte)                                          |           | einzelnes Kulturdenkmal; Teil des Ensembles Bauliche Gesamtanlage Altstadt                                |    |
| weitere Bilder Fotos hochladen |                                                | Johannesstraße 42 (Karte)                                          |           | Teil des Ensembles Bauliche Gesamtanlage Altstadt                                                         |    |
| weitere Bilder Fotos hochladen |                                                | Johannesstraße 43 (Karte)                                          |           | Teil des Ensembles Bauliche Gesamtanlage Altstadt                                                         |    |
| weitere Bilder Fotos hochladen |                                                | Johannesstraße 49 (Karte)                                          |           | Teil des Ensembles Bauliche Gesamtanlage Altstadt                                                         |    |
| weitere Bilder Fotos hochladen |                                                | Johannesstraße 50 (Karte)                                          |           | Teil des Ensembles Bauliche Gesamtanlage Altstadt                                                         |    |
| weitere Bilder Fotos hochladen |                                                | Johannesstraße 51 (Karte)                                          |           | Teil des Ensembles Bauliche Gesamtanlage Altstadt                                                         |    |
| BW                             |                                                | Johannesstraße 52 (Karte)                                          |           | Teil des Ensembles Bauliche Gesamtanlage Altstadt                                                         |    |
| weitere Bilder Fotos hochladen |                                                | Johannesstraße 53 (Karte)                                          |           | Teil des Ensembles Bauliche Gesamtanlage Altstadt                                                         |    |
| weitere Bilder Fotos hochladen |                                                | Johannesstraße 54 (Karte)                                          |           | Teil des Ensembles Bauliche Gesamtanlage Altstadt                                                         |    |
| weitere Bilder Fotos hochladen | Haus zum Regenbogen                            | Johannesstraße 55 (Karte)                                          |           | Teil des Ensembles Bauliche Gesamtanlage Altstadt                                                         |    |
| weitere Bilder Fotos hochladen |                                                | Johannesstraße 57 (Karte)                                          |           | Teil des Ensembles Bauliche Gesamtanlage Altstadt                                                         |    |
| weitere Bilder Fotos hochladen |                                                | Johannesstraße 59 (Karte)                                          |           | Teil des Ensembles Bauliche Gesamtanlage Altstadt                                                         |    |
| weitere Bilder Fotos hochladen |                                                | Johannesstraße 123 (Karte)                                         |           | Teil des Ensembles Bauliche Gesamtanlage Altstadt                                                         |    |
| weitere Bilder Fotos hochladen |                                                | Johannesstraße 125 (Karte)                                         |           | Teil des Ensembles Bauliche Gesamtanlage Altstadt                                                         |    |
| weitere Bilder Fotos hochladen |                                                | Johannesstraße 127 (Karte)                                         |           | Teil des Ensembles Bauliche Gesamtanlage Altstadt                                                         |    |
| weitere Bilder Fotos hochladen | Wohn- und Geschäftshaus                        | Johannesstraße 133 (Karte)                                         |           | Funktionsmusterbau „WBR 85 E“; einzelnes Kulturdenkmal; Teil des Ensembles Bauliche Gesamtanlage Altstadt |    |
| BW                             | Freiflächen, Garten und Einfriedung            | Johannesstraße 133, 134, 135, 136, 137, 138, 139, 140, 141 (Karte) |           | einzelnes Kulturdenkmal; Teil des Ensembles Bauliche Gesamtanlage Altstadt                                |    |
| weitere Bilder Fotos hochladen | Wohn- und Geschäftshaus,                       | Johannesstraße 134 (Karte)                                         |           | Funktionsmusterbau „WBR 85 E“; einzelnes Kulturdenkmal; Teil des Ensembles Bauliche Gesamtanlage Altstadt |    |
| weitere Bilder Fotos hochladen | Wohn- und Geschäftshaus                        | Johannesstraße 135 (Karte)                                         |           | Funktionsmusterbau „WBR 85 E“; einzelnes Kulturdenkmal; Teil des Ensembles Bauliche Gesamtanlage Altstadt |    |
| weitere Bilder Fotos hochladen | Wohn- und Geschäftshaus                        | Johannesstraße 136 (Karte)                                         |           | Funktionsmusterbau „WBR 85 E“; einzelnes Kulturdenkmal; Teil des Ensembles Bauliche Gesamtanlage Altstadt |    |
| weitere Bilder Fotos hochladen | Wohn- und Geschäftshaus                        | Johannesstraße 137 (Karte)                                         |           | Funktionsmusterbau „WBR 85 E“; einzelnes Kulturdenkmal; Teil des Ensembles Bauliche Gesamtanlage Altstadt |    |
| weitere Bilder Fotos hochladen | Wohn- und Geschäftshaus                        | Johannesstraße 138 (Karte)                                         |           | Funktionsmusterbau „WBR 85 E“; einzelnes Kulturdenkmal; Teil des Ensembles Bauliche Gesamtanlage Altstadt |    |
| weitere Bilder Fotos hochladen | Wohn- und Geschäftshaus                        | Johannesstraße 139 (Karte)                                         |           | Funktionsmusterbau „WBR 85 E“; einzelnes Kulturdenkmal; Teil des Ensembles Bauliche Gesamtanlage Altstadt |    |
| weitere Bilder Fotos hochladen | Wohn- und Geschäftshaus                        | Johannesstraße 140 (Karte)                                         |           | Funktionsmusterbau „WBR 85 E“; einzelnes Kulturdenkmal; Teil des Ensembles Bauliche Gesamtanlage Altstadt |    |
| weitere Bilder Fotos hochladen | Wohn- und Geschäftshaus                        | Johannesstraße 141 (Karte)                                         |           | Funktionsmusterbau „WBR 85 E“; einzelnes Kulturdenkmal; Teil des Ensembles Bauliche Gesamtanlage Altstadt |    |
| weitere Bilder Fotos hochladen | Johannesturm                                   | Johannesstraße 142 (Karte)                                         |           | einzelnes Kulturdenkmal; Teil des Ensembles Bauliche Gesamtanlage Altstadt                                |    |
| weitere Bilder Fotos hochladen |                                                | Johannesstraße 143 (Karte)                                         |           | Teil des Ensembles Bauliche Gesamtanlage Altstadt                                                         |    |
| weitere Bilder Fotos hochladen |                                                | Johannesstraße 144 (Karte)                                         |           | Teil des Ensembles Bauliche Gesamtanlage Altstadt                                                         |    |
| weitere Bilder Fotos hochladen |                                                | Johannesstraße 145 (Karte)                                         |           | Teil des Ensembles Bauliche Gesamtanlage Altstadt                                                         |    |
| weitere Bilder Fotos hochladen | Wohn- und Geschäftshaus                        | Johannesstraße 146 (Karte)                                         |           | einzelnes Kulturdenkmal; Teil des Ensembles Bauliche Gesamtanlage Altstadt                                |    |
| weitere Bilder Fotos hochladen | Seitenflügel                                   | Johannesstraße 146 (Karte)                                         |           | einzelnes Kulturdenkmal; Teil des Ensembles Bauliche Gesamtanlage Altstadt                                |    |
| weitere Bilder Fotos hochladen |                                                | Johannesstraße 147 (Karte)                                         |           | Teil des Ensembles Bauliche Gesamtanlage Altstadt                                                         |    |
| weitere Bilder Fotos hochladen |                                                | Johannesstraße 148 (Karte)                                         |           | Teil des Ensembles Bauliche Gesamtanlage Altstadt                                                         |    |
| weitere Bilder Fotos hochladen |                                                | Johannesstraße 149 (Karte)                                         |           | Teil des Ensembles Bauliche Gesamtanlage Altstadt                                                         |    |
| weitere Bilder Fotos hochladen | Wohn- und Geschäftshaus                        | Johannesstraße 150 (Karte)                                         |           | einzelnes Kulturdenkmal; Teil des Ensembles Bauliche Gesamtanlage Altstadt                                |    |
| BW                             | Hofgebäude                                     | Johannesstraße 150 (Karte)                                         |           | einzelnes Kulturdenkmal; Teil des Ensembles Bauliche Gesamtanlage Altstadt                                |    |
| weitere Bilder Fotos hochladen |                                                | Johannesstraße 151 (Karte)                                         |           | Teil des Ensembles Bauliche Gesamtanlage Altstadt                                                         |    |
| weitere Bilder Fotos hochladen | Wohn- und Geschäftshaus                        | Johannesstraße 152 (Karte)                                         |           | Teil des Ensembles Bauliche Gesamtanlage Altstadt                                                         |    |
| weitere Bilder Fotos hochladen |                                                | Johannesstraße 153 (Karte)                                         |           | Teil des Ensembles Bauliche Gesamtanlage Altstadt                                                         |    |
| weitere Bilder Fotos hochladen |                                                | Johannesstraße 154 (Karte)                                         |           | Teil des Ensembles Bauliche Gesamtanlage Altstadt                                                         |    |
| weitere Bilder Fotos hochladen |                                                | Johannesstraße 155 (Karte)                                         |           | Teil des Ensembles Bauliche Gesamtanlage Altstadt                                                         |    |
| weitere Bilder Fotos hochladen |                                                | Johannesstraße 156 (Karte)                                         |           | Teil des Ensembles Bauliche Gesamtanlage Altstadt                                                         |    |
| weitere Bilder Fotos hochladen | Wohn- und Geschäftshaus                        | Johannesstraße 158 (Karte)                                         |           | einzelnes Kulturdenkmal; Teil des Ensembles Bauliche Gesamtanlage Altstadt                                |    |
| weitere Bilder Fotos hochladen | Wohnhaus                                       | Johannesstraße 159 (Karte)                                         |           | einzelnes Kulturdenkmal; Teil des Ensembles Bauliche Gesamtanlage Altstadt                                |    |
| BW                             | Seitenflügel                                   | Johannesstraße 159 (Karte)                                         |           | einzelnes Kulturdenkmal; Teil des Ensembles Bauliche Gesamtanlage Altstadt                                |    |
| weitere Bilder Fotos hochladen |                                                | Johannesstraße 160, 160a, 160b, 160c (Karte)                       |           | Teil des Ensembles Bauliche Gesamtanlage Altstadt                                                         |    |
| weitere Bilder Fotos hochladen | Wohn- und Geschäftshaus um großen Pflöcken     | Johannesstraße 162 (Karte)                                         |           | einzelnes Kulturdenkmal; Teil des Ensembles Bauliche Gesamtanlage Altstadt                                |    |
| BW                             | Keller                                         | Johannesstraße 162 (Karte)                                         |           | einzelnes Kulturdenkmal; Teil des Ensembles Bauliche Gesamtanlage Altstadt                                |    |
| weitere Bilder Fotos hochladen | Wohn- und Geschäftshaus Zum kleinen Pflöcken   | Johannesstraße 163 (Karte)                                         |           | einzelnes Kulturdenkmal; Teil des Ensembles Bauliche Gesamtanlage Altstadt                                |    |
| BW                             | Keller                                         | Johannesstraße 163 (Karte)                                         |           | einzelnes Kulturdenkmal; Teil des Ensembles Bauliche Gesamtanlage Altstadt                                |    |
| BW                             | Keller                                         | Johannesstraße 164 (Karte)                                         |           | einzelnes Kulturdenkmal                                                                                   |    |
| weitere Bilder Fotos hochladen |                                                | Johannesstraße 164 (Karte)                                         |           | Teil des Ensembles Bauliche Gesamtanlage Altstadt                                                         |    |
| weitere Bilder Fotos hochladen |                                                | Johannesstraße 165 (Karte)                                         |           | Teil des Ensembles Bauliche Gesamtanlage Altstadt                                                         |    |
| weitere Bilder Fotos hochladen | Wohn- und Geschäftshaus Zur Mühlhaue           | Johannesstraße 166 (Karte)                                         |           | einzelnes Kulturdenkmal; Teil des Ensembles Bauliche Gesamtanlage Altstadt                                |    |
| weitere Bilder Fotos hochladen |                                                | Johannesstraße 167 (Karte)                                         |           | Teil des Ensembles Bauliche Gesamtanlage Altstadt                                                         |    |
| weitere Bilder Fotos hochladen | Wohnhaus Zum Mohrenkopf                        | Johannesstraße 168 (Karte)                                         |           | einzelnes Kulturdenkmal; Teil des Ensembles Bauliche Gesamtanlage Altstadt                                |    |
| weitere Bilder Fotos hochladen | Museum Zum Stockfisch                          | Johannesstraße 169 (Karte)                                         |           | einzelnes Kulturdenkmal; Teil des Ensembles Bauliche Gesamtanlage Altstadt                                |    |
| weitere Bilder Fotos hochladen |                                                | Johannesstraße 170 (Karte)                                         |           | Teil des Ensembles Bauliche Gesamtanlage Altstadt                                                         |    |
| weitere Bilder Fotos hochladen |                                                | Johannesstraße 173 (Karte)                                         |           | Teil des Ensembles Bauliche Gesamtanlage Altstadt                                                         |    |
| weitere Bilder Fotos hochladen | Wohn- und Geschäftshaus Zur wilden Lerche      | Johannesstraße 174 (Karte)                                         |           | einzelnes Kulturdenkmal; Teil des Ensembles Bauliche Gesamtanlage Altstadt                                |    |
| weitere Bilder Fotos hochladen | Wohn- und Geschäftshaus Zum Greifen            | Johannesstraße 175 (Karte)                                         |           | einzelnes Kulturdenkmal; Teil des Ensembles Bauliche Gesamtanlage Altstadt                                |    |
| weitere Bilder Fotos hochladen |                                                | Johannesstraße 176 (Karte)                                         |           | Teil des Ensembles Bauliche Gesamtanlage Altstadt                                                         |    |
| weitere Bilder Fotos hochladen |                                                | Johannesstraße 177 (Karte)                                         |           | Teil des Ensembles Bauliche Gesamtanlage Altstadt                                                         |    |
| weitere Bilder Fotos hochladen | Wohn- und Geschäftshaus                        | Johannesstraße 178 (Karte)                                         |           | einzelnes Kulturdenkmal; Teil des Ensembles Bauliche Gesamtanlage Altstadt                                |    |

### Junkersand
| Bild                           | Bezeichnung | Lage                 | Datierung | Beschreibung                                      | ID |
| ------------------------------ | ----------- | -------------------- | --------- | ------------------------------------------------- | -- |
| weitere Bilder Fotos hochladen |             | Junkersand 1 (Karte) |           | Teil des Ensembles Bauliche Gesamtanlage Altstadt |    |
| weitere Bilder Fotos hochladen |             | Junkersand 2 (Karte) |           | Teil des Ensembles Bauliche Gesamtanlage Altstadt |    |
| weitere Bilder Fotos hochladen |             | Junkersand 3 (Karte) |           | Teil des Ensembles Bauliche Gesamtanlage Altstadt |    |
| weitere Bilder Fotos hochladen |             | Junkersand 4 (Karte) |           | Teil des Ensembles Bauliche Gesamtanlage Altstadt |    |

### Kaufmännerstraße
| Bild                           | Bezeichnung      | Lage                        | Datierung | Beschreibung                                      | ID |
| ------------------------------ | ---------------- | --------------------------- | --------- | ------------------------------------------------- | -- |
| weitere Bilder Fotos hochladen | Hauptpostgebäude | Kaufmännerstraße 3 (Karte)  |           | einzelnes Kulturdenkmal                           |    |
| weitere Bilder Fotos hochladen | Hauptpostgebäude | Kaufmännerstraße 5 (Karte)  |           | einzelnes Kulturdenkmal                           |    |
| weitere Bilder Fotos hochladen | Hauptpostgebäude | Kaufmännerstraße 5a (Karte) |           | einzelnes Kulturdenkmal                           |    |
| weitere Bilder Fotos hochladen |                  | Kaufmännerstraße 4 (Karte)  |           | Teil des Ensembles Bauliche Gesamtanlage Altstadt |    |
| weitere Bilder Fotos hochladen |                  | Kaufmännerstraße 7 (Karte)  |           | Teil des Ensembles Bauliche Gesamtanlage Altstadt |    |
| weitere Bilder Fotos hochladen |                  | Kaufmännerstraße 8 (Karte)  |           | Teil des Ensembles Bauliche Gesamtanlage Altstadt |    |
| weitere Bilder Fotos hochladen |                  | Kaufmännerstraße 8a (Karte) |           | Teil des Ensembles Bauliche Gesamtanlage Altstadt |    |
| weitere Bilder Fotos hochladen |                  | Kaufmännerstraße 8b (Karte) |           | Teil des Ensembles Bauliche Gesamtanlage Altstadt |    |
| weitere Bilder Fotos hochladen |                  | Kaufmännerstraße 9 (Karte)  |           | Teil des Ensembles Bauliche Gesamtanlage Altstadt |    |
| weitere Bilder Fotos hochladen |                  | Kaufmännerstraße 11 (Karte) |           | Teil des Ensembles Bauliche Gesamtanlage Altstadt |    |

### Kirchgasse
| Bild                           | Bezeichnung | Lage                  | Datierung | Beschreibung                                                   | ID |
| ------------------------------ | ----------- | --------------------- | --------- | -------------------------------------------------------------- | -- |
| weitere Bilder Fotos hochladen | Portal      | Kirchgasse (Karte)    |           | Portal zur Comthurgasse und Mauerrest; einzelnes Kulturdenkmal |    |
| weitere Bilder Fotos hochladen |             | Kirchgasse 1 (Karte)  |           | Teil des Ensembles Bauliche Gesamtanlage Altstadt              |    |
| BW                             |             | Kirchgasse 1a (Karte) |           | Teil des Ensembles Bauliche Gesamtanlage Altstadt              |    |
| weitere Bilder Fotos hochladen |             | Kirchgasse 1b (Karte) |           | Teil des Ensembles Bauliche Gesamtanlage Altstadt              |    |
| weitere Bilder Fotos hochladen |             | Kirchgasse 2 (Karte)  |           | Teil des Ensembles Bauliche Gesamtanlage Altstadt              |    |
| weitere Bilder Fotos hochladen |             | Kirchgasse 3 (Karte)  |           | Teil des Ensembles Bauliche Gesamtanlage Altstadt              |    |
| weitere Bilder Fotos hochladen |             | Kirchgasse 4 (Karte)  |           | Teil des Ensembles Bauliche Gesamtanlage Altstadt              |    |
| weitere Bilder Fotos hochladen |             | Kirchgasse 5 (Karte)  |           | Teil des Ensembles Bauliche Gesamtanlage Altstadt              |    |
| weitere Bilder Fotos hochladen |             | Kirchgasse 6 (Karte)  |           | Teil des Ensembles Bauliche Gesamtanlage Altstadt              |    |
| weitere Bilder Fotos hochladen |             | Kirchgasse 7 (Karte)  |           | Teil des Ensembles Bauliche Gesamtanlage Altstadt              |    |
| weitere Bilder Fotos hochladen |             | Kirchgasse 8 (Karte)  |           | Teil des Ensembles Bauliche Gesamtanlage Altstadt              |    |
| weitere Bilder Fotos hochladen |             | Kirchgasse 9 (Karte)  |           | Teil des Ensembles Bauliche Gesamtanlage Altstadt              |    |
| weitere Bilder Fotos hochladen |             | Kirchgasse 10 (Karte) |           | Teil des Ensembles Bauliche Gesamtanlage Altstadt              |    |
| weitere Bilder Fotos hochladen |             | Kirchgasse 11 (Karte) |           | Teil des Ensembles Bauliche Gesamtanlage Altstadt              |    |
| weitere Bilder Fotos hochladen |             | Kirchgasse 12 (Karte) |           | Teil des Ensembles Bauliche Gesamtanlage Altstadt              |    |

### Kürschnergasse
| Bild                           | Bezeichnung                            | Lage                      | Datierung | Beschreibung                                                               | ID |
| ------------------------------ | -------------------------------------- | ------------------------- | --------- | -------------------------------------------------------------------------- | -- |
| BW                             |                                        | Kürschnergasse 1 (Karte)  |           | Teil des Ensembles Bauliche Gesamtanlage Altstadt                          |    |
| weitere Bilder Fotos hochladen | Wohn- und Geschäftshaus                | Kürschnergasse 3 (Karte)  |           | einzelnes Kulturdenkmal; Teil des Ensembles Bauliche Gesamtanlage Altstadt |    |
| weitere Bilder Fotos hochladen |                                        | Kürschnergasse 4 (Karte)  |           | Teil des Ensembles Bauliche Gesamtanlage Altstadt                          |    |
| weitere Bilder Fotos hochladen | Wohn- und Geschäftshaus                | Kürschnergasse 5 (Karte)  |           | Teil des Ensembles Bauliche Gesamtanlage Altstadt                          |    |
| weitere Bilder Fotos hochladen |                                        | Kürschnergasse 6 (Karte)  |           | Teil des Ensembles Bauliche Gesamtanlage Altstadt                          |    |
| weitere Bilder Fotos hochladen | Wohn- und Geschäftshaus Zum roten Horn | Kürschnergasse 7 (Karte)  |           | einzelnes Kulturdenkmal; Teil des Ensembles Bauliche Gesamtanlage Altstadt |    |
| weitere Bilder Fotos hochladen |                                        | Kürschnergasse 8 (Karte)  |           | Teil des Ensembles Bauliche Gesamtanlage Altstadt                          |    |
| weitere Bilder Fotos hochladen |                                        | Kürschnergasse 9 (Karte)  |           | Teil des Ensembles Bauliche Gesamtanlage Altstadt                          |    |
| weitere Bilder Fotos hochladen |                                        | Kürschnergasse 25 (Karte) |           | Teil des Ensembles Bauliche Gesamtanlage Altstadt                          |    |
| weitere Bilder Fotos hochladen |                                        | Kürschnergasse 26 (Karte) |           | Teil des Ensembles Bauliche Gesamtanlage Altstadt                          |    |

### Meienbergstraße
| Bild                           | Bezeichnung     | Lage                       | Datierung | Beschreibung                                      | ID |
| ------------------------------ | --------------- | -------------------------- | --------- | ------------------------------------------------- | -- |
| weitere Bilder Fotos hochladen |                 | Meienbergstraße 2 (Karte)  |           | Teil des Ensembles Bauliche Gesamtanlage Altstadt |    |
| weitere Bilder Fotos hochladen |                 | Meienbergstraße 3 (Karte)  |           | Teil des Ensembles Bauliche Gesamtanlage Altstadt |    |
| weitere Bilder Fotos hochladen |                 | Meienbergstraße 4 (Karte)  |           | Teil des Ensembles Bauliche Gesamtanlage Altstadt |    |
| weitere Bilder Fotos hochladen |                 | Meienbergstraße 5 (Karte)  |           | Teil des Ensembles Bauliche Gesamtanlage Altstadt |    |
| weitere Bilder Fotos hochladen |                 | Meienbergstraße 6 (Karte)  |           | Teil des Ensembles Bauliche Gesamtanlage Altstadt |    |
| weitere Bilder Fotos hochladen |                 | Meienbergstraße 7 (Karte)  |           | Teil des Ensembles Bauliche Gesamtanlage Altstadt |    |
| weitere Bilder Fotos hochladen |                 | Meienbergstraße 8 (Karte)  |           | Teil des Ensembles Bauliche Gesamtanlage Altstadt |    |
| weitere Bilder Fotos hochladen |                 | Meienbergstraße 9 (Karte)  |           | Teil des Ensembles Bauliche Gesamtanlage Altstadt |    |
| weitere Bilder Fotos hochladen |                 | Meienbergstraße 10 (Karte) |           | Teil des Ensembles Bauliche Gesamtanlage Altstadt |    |
| weitere Bilder Fotos hochladen |                 | Meienbergstraße 11 (Karte) |           | Teil des Ensembles Bauliche Gesamtanlage Altstadt |    |
| weitere Bilder Fotos hochladen |                 | Meienbergstraße 13 (Karte) |           | Teil des Ensembles Bauliche Gesamtanlage Altstadt |    |
| weitere Bilder Fotos hochladen |                 | Meienbergstraße 20 (Karte) |           | Teil des Ensembles Bauliche Gesamtanlage Altstadt |    |
| weitere Bilder Fotos hochladen |                 | Meienbergstraße 21 (Karte) |           | Teil des Ensembles Bauliche Gesamtanlage Altstadt |    |
| weitere Bilder Fotos hochladen |                 | Meienbergstraße 22 (Karte) |           | Teil des Ensembles Bauliche Gesamtanlage Altstadt |    |
| BW                             | Keller          | Meienbergstraße 23 (Karte) |           | einzelnes Kulturdenkmal                           |    |
| weitere Bilder Fotos hochladen |                 | Meienbergstraße 23 (Karte) |           | Teil des Ensembles Bauliche Gesamtanlage Altstadt |    |
| weitere Bilder Fotos hochladen |                 | Meienbergstraße 24 (Karte) |           | Teil des Ensembles Bauliche Gesamtanlage Altstadt |    |
| BW                             | Speicher im Hof | Meienbergstraße 25 (Karte) |           | einzelnes Kulturdenkmal                           |    |
| weitere Bilder Fotos hochladen |                 | Meienbergstraße 25 (Karte) |           | Teil des Ensembles Bauliche Gesamtanlage Altstadt |    |
| weitere Bilder Fotos hochladen |                 | Meienbergstraße 26 (Karte) |           | Teil des Ensembles Bauliche Gesamtanlage Altstadt |    |
| weitere Bilder Fotos hochladen |                 | Meienbergstraße 27 (Karte) |           | Teil des Ensembles Bauliche Gesamtanlage Altstadt |    |

### Pilse
| Bild                           | Bezeichnung                 | Lage                                | Datierung | Beschreibung                                                                                | ID |
| ------------------------------ | --------------------------- | ----------------------------------- | --------- | ------------------------------------------------------------------------------------------- | -- |
| BW                             | Keller                      | Pilse, Flur 135 Flurstück 2 (Karte) |           | einzelnes Kulturdenkmal                                                                     |    |
| weitere Bilder Fotos hochladen |                             | Pilse 1 (Karte)                     |           | Teil des Ensembles Bauliche Gesamtanlage Altstadt                                           |    |
| weitere Bilder Fotos hochladen |                             | Pilse 2 (Karte)                     |           | Teil des Ensembles Bauliche Gesamtanlage Altstadt                                           |    |
| weitere Bilder Fotos hochladen |                             | Pilse 3 (Karte)                     |           | Teil des Ensembles Bauliche Gesamtanlage Altstadt                                           |    |
| weitere Bilder Fotos hochladen |                             | Pilse 4 (Karte)                     |           | Teil des Ensembles Bauliche Gesamtanlage Altstadt                                           |    |
| BW                             | Kelleranlage                | Pilse 6 (Karte)                     |           | einzelnes Kulturdenkmal; Teil des Ensembles Bauliche Gesamtanlage Altstadt                  |    |
| weitere Bilder Fotos hochladen |                             | Pilse 6 (Karte)                     |           | Teil des Ensembles Bauliche Gesamtanlage Altstadt                                           |    |
| BW                             | Keller                      | Pilse 7 (Karte)                     |           | einzelnes Kulturdenkmal; Teil des Ensembles Bauliche Gesamtanlage Altstadt                  |    |
| weitere Bilder Fotos hochladen | Keller                      | Pilse 7 (Karte)                     |           | Teil des Ensembles Bauliche Gesamtanlage Altstadt                                           |    |
| weitere Bilder Fotos hochladen |                             | Pilse 8 (Karte)                     |           | Teil des Ensembles Bauliche Gesamtanlage Altstadt                                           |    |
| weitere Bilder Fotos hochladen | Seniorenheim Karolinenstift | Pilse 9 (Karte)                     |           | einzelnes Kulturdenkmal; Teil des Ensembles Bauliche Gesamtanlage Altstadt                  |    |
| weitere Bilder Fotos hochladen |                             | Pilse 10 (Karte)                    |           | Teil des Ensembles Bauliche Gesamtanlage Altstadt                                           |    |
| BW                             |                             | Pilse 11 (Karte)                    |           | Teil des Ensembles Bauliche Gesamtanlage Altstadt                                           |    |
| weitere Bilder Fotos hochladen | Wohnhaus                    | Pilse 14 (Karte)                    |           | einzelnes Kulturdenkmal; Teil des Ensembles Bauliche Gesamtanlage Altstadt                  |    |
| weitere Bilder Fotos hochladen | Wohnhaus                    | Pilse 15 (Karte)                    |           | einzelnes Kulturdenkmal; Teil des Ensembles Bauliche Gesamtanlage Altstadt                  |    |
| weitere Bilder Fotos hochladen |                             | Pilse 16 (Karte)                    |           | Teil des Ensembles Bauliche Gesamtanlage Altstadt                                           |    |
| weitere Bilder Fotos hochladen |                             | Pilse 17 (Karte)                    |           | Teil des Ensembles Bauliche Gesamtanlage Altstadt                                           |    |
| weitere Bilder Fotos hochladen |                             | Pilse 18 (Karte)                    |           | Teil des Ensembles Bauliche Gesamtanlage Altstadt                                           |    |
| weitere Bilder Fotos hochladen |                             | Pilse 19 (Karte)                    |           | Teil des Ensembles Bauliche Gesamtanlage Altstadt                                           |    |
| Fotos hochladen                |                             | Pilse 20 (Karte)                    |           | Teil des Ensembles Bauliche Gesamtanlage Altstadt                                           |    |
| Fotos hochladen                |                             | Pilse 20a (Karte)                   |           | Teil des Ensembles Bauliche Gesamtanlage Altstadt                                           |    |
| Fotos hochladen                |                             | Pilse 20b (Karte)                   |           | Teil des Ensembles Bauliche Gesamtanlage Altstadt                                           |    |
| weitere Bilder Fotos hochladen |                             | Pilse 21 (Karte)                    |           | Teil des Ensembles Bauliche Gesamtanlage Altstadt                                           |    |
| weitere Bilder Fotos hochladen |                             | Pilse 22 (Karte)                    |           | Teil des Ensembles Bauliche Gesamtanlage Altstadt                                           |    |
| weitere Bilder Fotos hochladen |                             | Pilse 23 (Karte)                    |           | Teil des Ensembles Bauliche Gesamtanlage Altstadt                                           |    |
| weitere Bilder Fotos hochladen |                             | Pilse 24 (Karte)                    |           | Teil des Ensembles Bauliche Gesamtanlage Altstadt                                           |    |
| weitere Bilder Fotos hochladen |                             | Pilse 25 (Karte)                    |           | Teil des Ensembles Bauliche Gesamtanlage Altstadt                                           |    |
| weitere Bilder Fotos hochladen |                             | Pilse 26 (Karte)                    |           | Teil des Ensembles Bauliche Gesamtanlage Altstadt                                           |    |
| weitere Bilder Fotos hochladen |                             | Pilse 27 (Karte)                    |           | Teil des Ensembles Bauliche Gesamtanlage Altstadt                                           |    |
| BW                             | Keller                      | Pilse 28 (Karte)                    |           | einzelnes Kulturdenkmal; Teil des Ensembles Bauliche Gesamtanlage Altstadt                  |    |
| weitere Bilder Fotos hochladen | Wohnhaus                    | Pilse 28 (Karte)                    |           | einzelnes Kulturdenkmal; Teil des Ensembles Bauliche Gesamtanlage Altstadt                  |    |
| weitere Bilder Fotos hochladen |                             | Pilse 29 (Karte)                    |           | Teil des Ensembles Bauliche Gesamtanlage Altstadt                                           |    |
| weitere Bilder Fotos hochladen | Lorenzkirche                | Pilse 30 (Karte)                    |           | mit Ausstattung; einzelnes Kulturdenkmal; Teil des Ensembles Bauliche Gesamtanlage Altstadt |    |
| weitere Bilder Fotos hochladen | Kirchhof                    | Pilse 30 (Karte)                    |           | einzelnes Kulturdenkmal; Teil des Ensembles Bauliche Gesamtanlage Altstadt                  |    |

### Rathausbrücke
| Bild | Bezeichnung | Lage                                     | Datierung | Beschreibung                                      | ID |
| ---- | ----------- | ---------------------------------------- | --------- | ------------------------------------------------- | -- |
| BW   |             | Kürschnergasse, Rathausbrücke 10 (Karte) |           | Teil des Ensembles Bauliche Gesamtanlage Altstadt |    |

### Rupprechtsgasse
| Bild                           | Bezeichnung | Lage                                          | Datierung | Beschreibung                                                               | ID |
| ------------------------------ | ----------- | --------------------------------------------- | --------- | -------------------------------------------------------------------------- | -- |
| BW                             | Keller      | Rupprechtsgasse, Flur 135 Flurstück 2 (Karte) |           | einzelnes Kulturdenkmal; Teil des Ensembles Bauliche Gesamtanlage Altstadt |    |
| weitere Bilder Fotos hochladen |             | Rupprechtsgasse 1 (Karte)                     |           | Teil des Ensembles Bauliche Gesamtanlage Altstadt                          |    |
| weitere Bilder Fotos hochladen |             | Rupprechtsgasse 3 (Karte)                     |           | Teil des Ensembles Bauliche Gesamtanlage Altstadt                          |    |
| weitere Bilder Fotos hochladen |             | Rupprechtsgasse 5 (Karte)                     |           | Teil des Ensembles Bauliche Gesamtanlage Altstadt                          |    |
| weitere Bilder Fotos hochladen |             | Rupprechtsgasse 7 (Karte)                     |           | Teil des Ensembles Bauliche Gesamtanlage Altstadt                          |    |
| weitere Bilder Fotos hochladen |             | Rupprechtsgasse 9 (Karte)                     |           | Teil des Ensembles Bauliche Gesamtanlage Altstadt                          |    |

### Schildgasse
| Bild                           | Bezeichnung                            | Lage                   | Datierung | Beschreibung                                                               | ID |
| ------------------------------ | -------------------------------------- | ---------------------- | --------- | -------------------------------------------------------------------------- | -- |
| weitere Bilder Fotos hochladen | Wohnhaus Zum kleinen Helm              | Schildgasse 1 (Karte)  |           | einzelnes Kulturdenkmal; Teil des Ensembles Bauliche Gesamtanlage Altstadt |    |
| weitere Bilder Fotos hochladen | Wohnhaus Zum roten Hirsch              | Schildgasse 2 (Karte)  |           | einzelnes Kulturdenkmal; Teil des Ensembles Bauliche Gesamtanlage Altstadt |    |
| weitere Bilder Fotos hochladen | Wohn- und Geschäftshaus                | Schildgasse 3 (Karte)  |           | einzelnes Kulturdenkmal; Teil des Ensembles Bauliche Gesamtanlage Altstadt |    |
| weitere Bilder Fotos hochladen |                                        | Schildgasse 4 (Karte)  |           | Teil des Ensembles Bauliche Gesamtanlage Altstadt                          |    |
| weitere Bilder Fotos hochladen |                                        | Schildgasse 5 (Karte)  |           | Teil des Ensembles Bauliche Gesamtanlage Altstadt                          |    |
| weitere Bilder Fotos hochladen |                                        | Schildgasse 6 (Karte)  |           | Teil des Ensembles Bauliche Gesamtanlage Altstadt                          |    |
| weitere Bilder Fotos hochladen | Wohnhaus, ehemals Rote Schildchenmühle | Schildgasse 7 (Karte)  |           | einzelnes Kulturdenkmal; Teil des Ensembles Bauliche Gesamtanlage Altstadt |    |
| weitere Bilder Fotos hochladen |                                        | Schildgasse 7a (Karte) |           | Teil des Ensembles Bauliche Gesamtanlage Altstadt                          |    |
| weitere Bilder Fotos hochladen | Wohnhaus, ehemals Rote Schildchenmühle | Schildgasse 9 (Karte)  |           | einzelnes Kulturdenkmal; Teil des Ensembles Bauliche Gesamtanlage Altstadt |    |

### Schlösserstraße
| Bild                           | Bezeichnung                           | Lage                                    | Datierung | Beschreibung                                                                                        | ID |
| ------------------------------ | ------------------------------------- | --------------------------------------- | --------- | --------------------------------------------------------------------------------------------------- | -- |
| weitere Bilder Fotos hochladen |                                       | Schlösserstraße 4 (Karte)               |           | Teil des Ensembles Bauliche Gesamtanlage Altstadt                                                   |    |
| weitere Bilder Fotos hochladen | Saalbau, ehemals Jesuitenkolleg       | Schlösserstraße 5 (Karte)               |           | Saalbau; einzelnes Kulturdenkmal; Teil des Ensembles Bauliche Gesamtanlage Altstadt                 |    |
| weitere Bilder Fotos hochladen | Geschäftshaus, ehemals Jesuitenkolleg | Schlösserstraße 5 (Karte)               |           | einzelnes Kulturdenkmal; Teil des Ensembles Bauliche Gesamtanlage Altstadt                          |    |
| weitere Bilder Fotos hochladen |                                       | Schlösserstraße 6 (Karte)               |           | Teil des Ensembles Bauliche Gesamtanlage Altstadt                                                   |    |
| weitere Bilder Fotos hochladen |                                       | Schlösserstraße 7 (Karte)               |           | Teil des Ensembles Bauliche Gesamtanlage Altstadt                                                   |    |
| BW                             | Keller einer Kemenate                 | Schlösserstraße 8, hinter Nr. 4 (Karte) |           | einzelnes Kulturdenkmal; Teil des Ensembles Bauliche Gesamtanlage Altstadt                          |    |
| weitere Bilder Fotos hochladen |                                       | Schlösserstraße 8 (Karte)               |           | Teil des Ensembles Bauliche Gesamtanlage Altstadt                                                   |    |
| weitere Bilder Fotos hochladen |                                       | Schlösserstraße 9 (Karte)               |           | Teil des Ensembles Bauliche Gesamtanlage Altstadt                                                   |    |
| weitere Bilder Fotos hochladen | Geschäftshaus, sogenanntes Palmenhaus | Schlösserstraße 10 (Karte)              |           | einzelnes Kulturdenkmal; Teil des Ensembles Bauliche Gesamtanlage Altstadt                          |    |
| weitere Bilder Fotos hochladen |                                       | Schlösserstraße 11 (Karte)              |           | Teil des Ensembles Bauliche Gesamtanlage Altstadt                                                   |    |
| weitere Bilder Fotos hochladen |                                       | Schlösserstraße 13 (Karte)              |           | Teil des Ensembles Bauliche Gesamtanlage Altstadt                                                   |    |
| weitere Bilder Fotos hochladen |                                       | Schlösserstraße 15 (Karte)              |           | Teil des Ensembles Bauliche Gesamtanlage Altstadt                                                   |    |
| weitere Bilder Fotos hochladen |                                       | Schlösserstraße 17 (Karte)              |           | Teil des Ensembles Bauliche Gesamtanlage Altstadt                                                   |    |
| BW                             |                                       | Schlösserstraße 19 (Karte)              |           | Teil des Ensembles Bauliche Gesamtanlage Altstadt                                                   |    |
| BW                             |                                       | Schlösserstraße 20 (Karte)              |           | Teil des Ensembles Bauliche Gesamtanlage Altstadt                                                   |    |
| BW                             |                                       | Schlösserstraße 22 (Karte)              |           | Teil des Ensembles Bauliche Gesamtanlage Altstadt                                                   |    |
| weitere Bilder Fotos hochladen | Geschäftshaus                         | Schlösserstraße 23 (Karte)              |           | nur Gebäude des 16. Jh.; einzelnes Kulturdenkmal; Teil des Ensembles Bauliche Gesamtanlage Altstadt |    |
| weitere Bilder Fotos hochladen | Wohn- und Geschäftshaus               | Schlösserstraße 24 (Karte)              |           | einzelnes Kulturdenkmal; Teil des Ensembles Bauliche Gesamtanlage Altstadt                          |    |
| weitere Bilder Fotos hochladen |                                       | Schlösserstraße 26 (Karte)              |           | Teil des Ensembles Bauliche Gesamtanlage Altstadt                                                   |    |
| weitere Bilder Fotos hochladen |                                       | Schlösserstraße 28 (Karte)              |           | Teil des Ensembles Bauliche Gesamtanlage Altstadt                                                   |    |

### Schottengasse
| Bild                           | Bezeichnung | Lage                    | Datierung | Beschreibung                                      | ID |
| ------------------------------ | ----------- | ----------------------- | --------- | ------------------------------------------------- | -- |
| BW                             |             | Schottengasse 1 (Karte) |           | Teil des Ensembles Bauliche Gesamtanlage Altstadt |    |
| BW                             |             | Schottengasse 3 (Karte) |           | Teil des Ensembles Bauliche Gesamtanlage Altstadt |    |
| weitere Bilder Fotos hochladen |             | Schottengasse 5 (Karte) |           | Teil des Ensembles Bauliche Gesamtanlage Altstadt |    |

### Schottenstraße
| Bild                           | Bezeichnung                | Lage                      | Datierung | Beschreibung                                                                                | ID |
| ------------------------------ | -------------------------- | ------------------------- | --------- | ------------------------------------------------------------------------------------------- | -- |
| weitere Bilder Fotos hochladen |                            | Schottenstraße 1 (Karte)  |           | Teil des Ensembles Bauliche Gesamtanlage Altstadt                                           |    |
| weitere Bilder Fotos hochladen |                            | Schottenstraße 2 (Karte)  |           | Teil des Ensembles Bauliche Gesamtanlage Altstadt                                           |    |
| weitere Bilder Fotos hochladen |                            | Schottenstraße 3 (Karte)  |           | Teil des Ensembles Bauliche Gesamtanlage Altstadt                                           |    |
| BW                             |                            | Schottenstraße 4 (Karte)  |           | Teil des Ensembles Bauliche Gesamtanlage Altstadt                                           |    |
| BW                             |                            | Schottenstraße 5 (Karte)  |           | Teil des Ensembles Bauliche Gesamtanlage Altstadt                                           |    |
| BW                             |                            | Schottenstraße 6 (Karte)  |           | Teil des Ensembles Bauliche Gesamtanlage Altstadt                                           |    |
| weitere Bilder Fotos hochladen |                            | Schottenstraße 7 (Karte)  |           | Teil des Ensembles Bauliche Gesamtanlage Altstadt                                           |    |
| weitere Bilder Fotos hochladen |                            | Schottenstraße 8 (Karte)  |           | Teil des Ensembles Bauliche Gesamtanlage Altstadt                                           |    |
| weitere Bilder Fotos hochladen | Schottenkirche St. Nikolai | Schottenstraße 9 (Karte)  |           | mit Ausstattung; einzelnes Kulturdenkmal; Teil des Ensembles Bauliche Gesamtanlage Altstadt |    |
| weitere Bilder Fotos hochladen | Einfriedung                | Schottenstraße 9 (Karte)  |           | einzelnes Kulturdenkmal; Teil des Ensembles Bauliche Gesamtanlage Altstadt                  |    |
| weitere Bilder Fotos hochladen |                            | Schottenstraße 10 (Karte) |           | Teil des Ensembles Bauliche Gesamtanlage Altstadt                                           |    |
| weitere Bilder Fotos hochladen |                            | Schottenstraße 11 (Karte) |           | Teil des Ensembles Bauliche Gesamtanlage Altstadt                                           |    |
| weitere Bilder Fotos hochladen |                            | Schottenstraße 13 (Karte) |           | Teil des Ensembles Bauliche Gesamtanlage Altstadt                                           |    |
| weitere Bilder Fotos hochladen | Wohnhaus                   | Schottenstraße 14 (Karte) |           | einzelnes Kulturdenkmal; Teil des Ensembles Bauliche Gesamtanlage Altstadt                  |    |
| weitere Bilder Fotos hochladen |                            | Schottenstraße 16 (Karte) |           | Teil des Ensembles Bauliche Gesamtanlage Altstadt                                           |    |
| weitere Bilder Fotos hochladen |                            | Schottenstraße 18 (Karte) |           | Teil des Ensembles Bauliche Gesamtanlage Altstadt                                           |    |
| weitere Bilder Fotos hochladen |                            | Schottenstraße 20 (Karte) |           | Teil des Ensembles Bauliche Gesamtanlage Altstadt                                           |    |
| weitere Bilder Fotos hochladen |                            | Schottenstraße 22 (Karte) |           | Teil des Ensembles Bauliche Gesamtanlage Altstadt                                           |    |
| weitere Bilder Fotos hochladen |                            | Schottenstraße 24 (Karte) |           | Teil des Ensembles Bauliche Gesamtanlage Altstadt                                           |    |
| weitere Bilder Fotos hochladen |                            | Schottenstraße 26 (Karte) |           | Teil des Ensembles Bauliche Gesamtanlage Altstadt                                           |    |

### Seengäßlein
| Bild                           | Bezeichnung | Lage                  | Datierung | Beschreibung                                                               | ID |
| ------------------------------ | ----------- | --------------------- | --------- | -------------------------------------------------------------------------- | -- |
| weitere Bilder Fotos hochladen |             | Seengäßlein 3 (Karte) |           | einzelnes Kulturdenkmal; Teil des Ensembles Bauliche Gesamtanlage Altstadt |    |

### Taubengasse
| Bild                           | Bezeichnung | Lage                    | Datierung | Beschreibung                                      | ID |
| ------------------------------ | ----------- | ----------------------- | --------- | ------------------------------------------------- | -- |
| weitere Bilder Fotos hochladen |             | Taubengasse 1 (Karte)   |           | Teil des Ensembles Bauliche Gesamtanlage Altstadt |    |
| weitere Bilder Fotos hochladen |             | Taubengasse 2 (Karte)   |           | Teil des Ensembles Bauliche Gesamtanlage Altstadt |    |
| weitere Bilder Fotos hochladen |             | Taubengasse 3 (Karte)   |           | Teil des Ensembles Bauliche Gesamtanlage Altstadt |    |
| weitere Bilder Fotos hochladen |             | Taubengasse 4 (Karte)   |           | Teil des Ensembles Bauliche Gesamtanlage Altstadt |    |
| weitere Bilder Fotos hochladen |             | Taubengasse 6 (Karte)   |           | Teil des Ensembles Bauliche Gesamtanlage Altstadt |    |
| weitere Bilder Fotos hochladen |             | Taubengasse 7 (Karte)   |           | Teil des Ensembles Bauliche Gesamtanlage Altstadt |    |
| weitere Bilder Fotos hochladen |             | Taubengasse 8 (Karte)   |           | Teil des Ensembles Bauliche Gesamtanlage Altstadt |    |
| weitere Bilder Fotos hochladen |             | Taubengasse 11 (Karte)  |           | Teil des Ensembles Bauliche Gesamtanlage Altstadt |    |
| weitere Bilder Fotos hochladen |             | Taubengasse 11a (Karte) |           | Teil des Ensembles Bauliche Gesamtanlage Altstadt |    |
| weitere Bilder Fotos hochladen |             | Taubengasse 11b (Karte) |           | Teil des Ensembles Bauliche Gesamtanlage Altstadt |    |
| weitere Bilder Fotos hochladen |             | Taubengasse 12 (Karte)  |           | Teil des Ensembles Bauliche Gesamtanlage Altstadt |    |
| weitere Bilder Fotos hochladen |             | Taubengasse 13 (Karte)  |           | Teil des Ensembles Bauliche Gesamtanlage Altstadt |    |

### Wenigemarkt
| Bild                           | Bezeichnung             | Lage                   | Datierung | Beschreibung                                                                                | ID |
| ------------------------------ | ----------------------- | ---------------------- | --------- | ------------------------------------------------------------------------------------------- | -- |
| weitere Bilder Fotos hochladen |                         | Wenigemarkt 2 (Karte)  |           | Teil des Ensembles Bauliche Gesamtanlage Altstadt                                           |    |
| weitere Bilder Fotos hochladen | Ägidienkirche           | Wenigemarkt 4 (Karte)  |           | mit Ausstattung; einzelnes Kulturdenkmal; Teil des Ensembles Bauliche Gesamtanlage Altstadt |    |
| weitere Bilder Fotos hochladen | Wohn- und Geschäftshaus | Wenigemarkt 5 (Karte)  |           | einzelnes Kulturdenkmal; Teil des Ensembles Bauliche Gesamtanlage Altstadt                  |    |
| BW                             | Hinterhaus              | Wenigemarkt 5 (Karte)  |           | einzelnes Kulturdenkmal; Teil des Ensembles Bauliche Gesamtanlage Altstadt                  |    |
| weitere Bilder Fotos hochladen |                         | Wenigemarkt 6 (Karte)  |           | Teil des Ensembles Bauliche Gesamtanlage Altstadt                                           |    |
| weitere Bilder Fotos hochladen |                         | Wenigemarkt 7 (Karte)  |           | Teil des Ensembles Bauliche Gesamtanlage Altstadt                                           |    |
| weitere Bilder Fotos hochladen | Wohn- und Geschäftshaus | Wenigemarkt 8 (Karte)  |           | einzelnes Kulturdenkmal; Teil des Ensembles Bauliche Gesamtanlage Altstadt                  |    |
| weitere Bilder Fotos hochladen |                         | Wenigemarkt 9 (Karte)  |           | Teil des Ensembles Bauliche Gesamtanlage Altstadt                                           |    |
| weitere Bilder Fotos hochladen |                         | Wenigemarkt 10 (Karte) |           | Teil des Ensembles Bauliche Gesamtanlage Altstadt                                           |    |
| weitere Bilder Fotos hochladen |                         | Wenigemarkt 11 (Karte) |           | Teil des Ensembles Bauliche Gesamtanlage Altstadt                                           |    |
| weitere Bilder Fotos hochladen |                         | Wenigemarkt 12 (Karte) |           | Teil des Ensembles Bauliche Gesamtanlage Altstadt                                           |    |
| weitere Bilder Fotos hochladen |                         | Wenigemarkt 13 (Karte) |           | Teil des Ensembles Bauliche Gesamtanlage Altstadt                                           |    |
| weitere Bilder Fotos hochladen |                         | Wenigemarkt 14 (Karte) |           | Teil des Ensembles Bauliche Gesamtanlage Altstadt                                           |    |
| weitere Bilder Fotos hochladen | Wohn- und Geschäftshaus | Wenigemarkt 15 (Karte) |           | einzelnes Kulturdenkmal; Teil des Ensembles Bauliche Gesamtanlage Altstadt                  |    |
| weitere Bilder Fotos hochladen | Wohn- und Geschäftshaus | Wenigemarkt 16 (Karte) |           | einzelnes Kulturdenkmal; Teil des Ensembles Bauliche Gesamtanlage Altstadt                  |    |
| BW                             | Keller                  | Wenigemarkt 17 (Karte) |           | einzelnes Kulturdenkmal; Teil des Ensembles Bauliche Gesamtanlage Altstadt                  |    |
| weitere Bilder Fotos hochladen |                         | Wenigemarkt 17 (Karte) |           | Teil des Ensembles Bauliche Gesamtanlage Altstadt                                           |    |
| weitere Bilder Fotos hochladen |                         | Wenigemarkt 18 (Karte) |           | Teil des Ensembles Bauliche Gesamtanlage Altstadt                                           |    |
| weitere Bilder Fotos hochladen |                         | Wenigemarkt 19 (Karte) |           | Teil des Ensembles Bauliche Gesamtanlage Altstadt                                           |    |
| weitere Bilder Fotos hochladen | Wohn- und Geschäftshaus | Wenigemarkt 20 (Karte) |           | einzelnes Kulturdenkmal; Teil des Ensembles Bauliche Gesamtanlage Altstadt                  |    |